# Ренни, Джон (младший)
Сэр Джон Ренни (англ. John Rennie; 30 августа 1794, Саутуарк — 3 сентября 1874, Bengeo) — британский инженер. Второй сын инженера Джона Ренни, брат Джорджа Ренни.

## Биография

### Ранний период жизни
Джон Ренни родился в Лондоне, 30 августа 1794 года. Он получил образование у доктора Гринлоу в Айлворте , а затем у доктора Чарльза Берни в Гринвиче. Впоследствии он устроился работать на мануфактуру своего отца, где приобрёл практические знания в профессии инженера, а в 1813 году его направили под начало г-на Холлингсворта, штатного инженера моста Ватерлоо, спроектировавшего его фундамент. В 1815 году Ренни помогал своему отцу в возведении моста Саутварк, а в 1819 году уехал за границу с целью изучения великих инженерных сооружений.

### Дж. и Дж. Ренни
После смерти своего отца в 1821 году Джон остался в партнёрстве со своим братом Джорджем, причём часть гражданского строительства в бизнесе вёл он, тогда как машиностроение контролировал Джордж.

### Королевский продовольственный двор Уильяма
Ренни вместе с Филипом Ричардсом спроектировали Королевский продовольственный двор Уильяма в Плимуте (1823–33). Этот грандиозный ансамбль в классическом стиле, занимающий площадь 14 акров (57 000 м2) был построен из плимутского известняка и дартмурского гранита. Также по задумке Ренни и Ричардса здесь были установлены величественные ворота, увенчанные статуей короля Вильгельма IV. Помимо этого во дворе расположены площадь, склад, пекарня с мельницей, пивоварня с бондарной и главное здание с часовой башней.

### Мосты и морская техника
Самым важным из начинаний Джона Ренни с 1824 года было строительство Лондонского моста, чертежи которого подготовил ещё его отец. Мост был открыт в 1831 году, когда Ренни был посвящён в рыцари, став первым представителем инженерной профессии после сэра Хью Миддлтона, удостоенным такой награды. Также он отвечал за дренажную систему Нью- Ривер-Анчольм в Линкольншире, а мост Хоркстоу, который он спроектировал для пересечения реки в Хоркстоу в 1835–1836 годах, является одним из первых сохранившихся подвесных мостов. Также он сменил своего отца на посту инженера адмиралтейства, в ранге которого он выполнил различные работы в Ширнессе, Вулидже, Плимуте, Рамсгейте и на большом волноломе в Плимуте, о чём в 1848 году он опубликовал книгу под названием «Отчёт». Также Ренни был известен своими проектами по изменению различных гаваней в Англии и Ирландии. Одним из примеров может служить его работа в 1850-х годах по проектированию сухого дока для кораблестроителя Джозефа Уиллера на его верфи в Рашбруке в Корке. Он завершил дренажные работы на болотах Линкольншира, начатые его отцом, и вместе с Телфордом построил водосток Нене возле Висбека (1826–1831). Он также восстановил гавань Бостона в 1827–1828 годах и внёс различные улучшения в объекты в Уэлленде. Он также модернизировал верфи Чатема в 1862 году, создав 3 огромных бассейна и прохода.

### Железнодорожное машиностроение
Хотя Ренни и его брат рано начали работать инженерами железнодорожного транспорта, вместе с Джорджем Стивенсоном они участвовали в проектировании Ливерпульско-Манчестерской железной дороги, их практика в этом отделе была не очень обширной. Тем не менее, в 1838 и 1839 годах компания поставила ряд локомотивов для Лондонской и Кройдонской железной дороги . железные дороги и гавани для Португалии , однако ни одно из них так и не было построено.

### Институт инженеров-строителей
Ренни был избран членом Института инженеров-строителей 25 июня 1844 года и стал президентом 21 января 1845 года, сохраняя этот пост в течение трех лет. Его президентское обращение в 1846 году стало полной историей профессии гражданского инженера. Он также представил статьи по осушению уровня Анчольма , Линкольншир, и по улучшению судоходства по реке Ньюри . Помимо своего «Отчета о Плимутском волноломе » (1848 г.), он опубликовал «Теорию, формирование и строительство британских и иностранных гаваней» (1851–1854 гг.). Он был избран иностранным членом Шведской королевской академии наук.

### Выход на пенсию и смерть
Ренни ушел из активной деятельности по своей профессии примерно в 1862 году и умер в Бенгео, недалеко от Хартфорда , 3 сентября 1874 года, сразу после того, как ему исполнилось восемьдесят лет.